# Silvio Longobucco
Silvio Longobucco (ur. 5 czerwca 1951 w Scalea, zm. 2 kwietnia 2022) – włoski piłkarz, grający na pozycji obrońcy.

## Kariera piłkarska

### Kariera klubowa
W 1969 rozpoczął karierę piłkarską w drużynie Ternana. W latach 1971–1975 bronił barw Juventusu. Potem przeszedł do Cagliari. W 1982 został piłkarzem Cosenzy, w której zakończył karierę piłkarską w roku 1983.

### Kariera reprezentacyjna
W 1973 roku rozegrał jeden mecz we włoskiej reprezentacji B.

## Sukcesy i odznaczenia

### Sukcesy klubowe
Juventus
- mistrz Włoch: 1971/72, 1972/73, 1974/75

Cosenza
- zdobywca Coppa Anglo-Italiana: 1983